# Anuropus sanguineus
Anuropus sanguineus is een pissebed uit de familie Anuropidae. De wetenschappelijke naam van de soort is voor het eerst geldig gepubliceerd in 1983 door Nunomura.